# Nedim
Nedim ist ein männlicher Vorname arabischer Herkunft mit der Bedeutung „vertrauter Freund“. Außer in der Türkei kommt der Name auch in mehreren Ländern auf dem Balkan vor. Die weibliche Form des Namens ist Nedime (Türkei)  oder Nedima (Kroatien, Bosnien, Serbien).

## Namensträger
- Ahmed Nedîm (1681–1730), osmanischer Dichter
- Nedim Buza (* 1995), bosnisch-herzegowinischer Basketballspieler
- Mahmud Nedim Pascha (~1818–1883), osmanischer Politiker
- Nedim Doğan (* 1943), türkischer Fußballspieler
- Nedim Günar (1932–2011), türkischer Fußballspieler, -trainer und -funktionär
- Nedim Gürsel (* 1951), türkisch-französischer Schriftsteller
- Nedim Hasanbegović (* 1988), bosnisch-herzegowinischer Fußballspieler
- Nedim Hazar (* 1960), türkischer Schauspieler, Musiker, Komponist, Kabarettist, Rundfunk- und Fernsehjournalist und Dokumentarfilmer
- Nedim Kaleci (1900–1981), türkischer Fußballspieler, -trainer und -funktionär
- Nedim Şener (* 1966), türkischer Journalist und Buchautor
- Nedim Türfent (* 1990), kurdisch-türkischer Journalist
- Nedim Peter Vogt (* 1952), Schweizer Rechtsanwalt, Lehrbeauftragter und Fachbuchautor